# Lophichthys boschmai
Lophichthys boschmai is een straalvinnige vissensoort uit de familie van voelsprietvissen (Lophichthyidae). De wetenschappelijke naam van de soort is voor het eerst geldig gepubliceerd in 1964 door Boeseman.